# Claus von Bülow
Claus von Bülow, född 11 augusti 1926, död 26 maj 2019, var en dansk-brittisk-amerikansk jurist, societetsmänniska och åtalad brottsling, som 1982 dömdes för två mordförsök på sin dåvarande fru, arvtagerskan Martha "Sunny" von Bülow, född Crawford. Han friades 1985.
von Bülow föddes som Claus Borberg i Köpenhamn, son till den tidigare justitieministern Frits Bülows dotter Jonna. Han antog i vuxen ålder sin mors efternamn med det aristokratiska prefixet "von" och migrerade till England, där han studerade juridik vid Trinity College, Cambridge. von Bülow gifte sig 1966 med Martha "Sunny" Crawford, en rik arvtagerska från Virginia som nyss skilt sig från den tyske prinsen Alfred von Auersperg. Paret bosatte sig i Newport, Rhode Island och blev ökända i det lokala societetslivet. Äktenskapet resulterade i en dotter, Cosima, men i samband med spänningar parterna emellan och med Sunnys tidigare barn drabbades hon 1979 en incident som senare skulle betraktas som ett mordförsök, men avfärdades som en spontan hyperglykemisk chock. Efter ett andra anfall ett år senare försjönk Sunny i ett permanent vegetativt tillstånd och, under starka påtryckningar från familjen Crawford anhölls Claus von Bülow för mordförsök. Tillgrepp som sågs som rättsövergrepp, bland annat en privat undersökning av den påstådda brottsplatsen, parets sovrum, kom att ligga von Bülow till last under den följande rättegången men gynna honom under det senare överklagandet. Efter fällande domar för mordförsök genom insulininjektioner både 1979 och 1980 dömdes von Bülow 1982 till 30 års fängelse. Sunny von Bülows tillstånd förblev oförändrat tills hon 2008 avled naturligt i en lägenhet på Manhattan, New York. Hennes förre make, prins von Auersperg, dog i ett snarlikt tillstånd 1992 flera år efter en ödesdiger bilolycka.
Efter ett överklagande, som omfattade några av regionens bäst bemedlade jurister och mest ökänt Harvardprofessorn Alan Dershowitz, samt en rad medicinska experter, frikändes von Bülow i en dramatisk rättegång 1985 som delade den mycket omfattande åskådarskaran. Uppståndelsen och frågor om von Bülows eventuella skuld kom i viss mån att tjäna som ett exempel till den mer explosiva Simpsonrättegången tio år senare, med liknande frågor om den påstådde gärningsmannens status och förhistoria, fördomar som inverkat samt frågor om i vilken mån det påstådda offrets familj ingripit i utredningen på ett för von Bülow menligt sätt. Dershowitz menade bland annat att dessa ingrepp och mediehysterin äventyrat rättssäkerheten inte endast för den åtalade von Bülow utan indirekt innebar ett övertramp mot det opartiska rättsväsendet som sådant. Även frågor om rättsväsendet i Rhode Islands opartiskhet och personliga anknytningar aktualiserades och på en rad punkter lyckades försvarssidan tillbakavisa de indicier som legat till grund för den fällande domen, bland annat att injektionsnålen varit besudlad med insulin, vilket typiskt inte skulle vara fallet efter en injektion, då kroppen naturligt torkar nålen synbart ren, men däremot om den doppats i insulin i syfte att lämna spår för polisens forensiska undersökare. Fastän frikänd lyckades von Bülow aldrig skaka av sig anklagelsen och var föremål för civilrättsliga spörsmål och ett flertal intervjuer till sin död våren 2019, vid 93 års ålder. Han tog ut skilsmässa 1987 och överlevde sin exfru med drygt tio år.
Fallet odödliggjordes i Barbet Schroeders film Reversal of Fortune, på svenska Mysteriet von Bülow, baserad på Dershowitz bok med samma namn från fem år tidigare. För rollen som den excentriske och kylige men ändå vänskaplige titelkaraktären (om man åsyftar den svenska titeln) belönades den engelske skådespelaren Jeremy Irons med en Oscarsstatyett vid galan 1991. Rollerna som Martha "Sunny" von Bülow, i retrospekt, och Dershowitz gjordes av Glenn Close respektive Ron Silver.